# حكايا من ظرفاء ولكن (مسلسل)
حكايا من ظرفاء ولكن مسلسل سوري قديم تم إنتاجه عام 2000 عبارة عن حكايات متنوعة من العصر العباسي تصور في حلقة منفردة تخص موضوعاً معيناً يكون البطل فيها بخيلاً أو طفيلياً أو مؤدباً أو لصاً أو محتالاً أو مشعوذاً أو طبيباً وتسرد بقالب فكاهي يشيع فيه الظرف والدهاء والنادرة الطريفة لتبين ظروف مفارقات هذه الطبقة من المجتمع ولا تخلو الحكاية من عبرة وفائدة، وتجري أحداث المسلسل ضمن مدينة مفترضة فيها الأسواق والأزقة وبيوت للبسطاء وأخرى للأثرياء ودار للقضاء وأخرى للشرطة وقصر للوالي وآخر للعلم فهي كأي مدينة فيها جميع المقومات.

## ملخص المسلسل
تدور احداث المسلسل حول حكايات متنوعة، في كل حلقة موضوع معين، كل ذلك في إطار كوميدي، يقدم من خلاله العبرة والفائدة، حيث يتم تقديم الحكايات من خلال مدينة بها سوق وبيوت للفقراء والأغنياء ودار للقضاء والشرطة وقصر الوالي، شأنها شأن كل مدينة في العالم.

## فريق العمل

### المؤلف
- محمود اللبابيدي

### المخرج
- بشار الملا

### الممثلين
- عبد الرحمن آل رشي
- بكر الشدي
- نجاح العبدالله
- سعد مينه
- عبير شمس الدين
- بشار إسماعيل
- فايز أبو دان
- نضال سيجري
- أندريه سكاف
- مأمون الفرخ